# Acura RSX

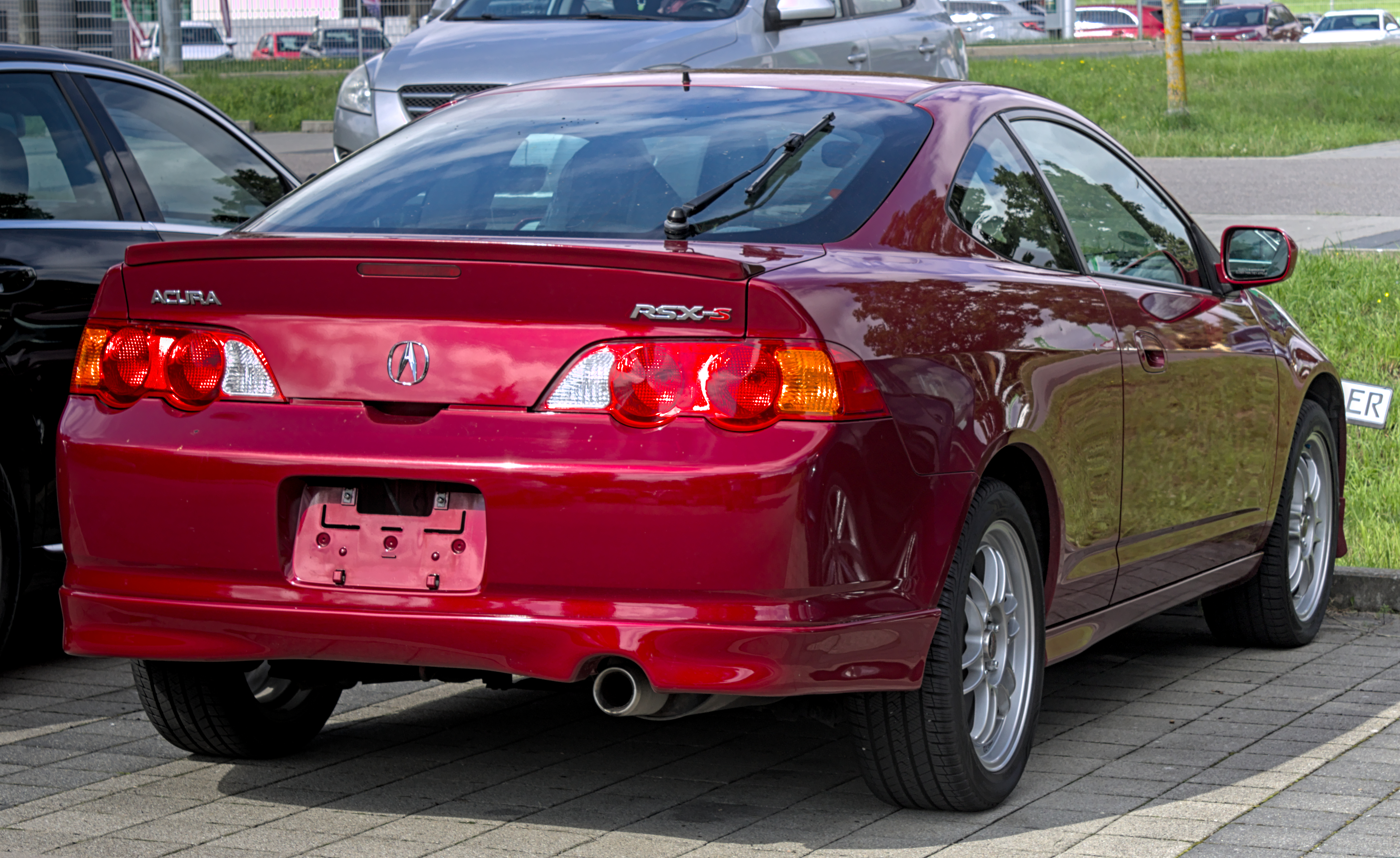
Heckansicht

Der Acura RSX wurde 2002 in Nordamerika und Hongkong als Nachfolger des Honda Integra vorgestellt. In Japan blieb der alte Name erhalten. Im Gegensatz zu den bisher erhältlichen Ausführungen gab es den RSX von Beginn an nur als zweitüriges Coupé. Wie schon der Integra basiert aber auch der RSX auf der jeweils aktuellen Civic-Modellgeneration. Als Sportcoupé verfügt der RSX über 4 Sitzplätze.
Beide Varianten verfügen über ABS und Front- sowie Seitenairbags und wurden mit 16"-Leichtmetallrädern ausgeliefert. Die Lederausstattung hingegen war nur im Type-S serienmäßig.

## Modellpflege
2005: Von nun an ist die Type-S-Variante des RSX mit 157 kW (210 hp) stärker motorisiert als zuvor, auch 17″-Räder und eine überarbeitete Bremsanlage gehören nun beim Type-S zur Serienausstattung. Optisch überarbeitet wurde die Front des RSX. Sie verfügte von nun an über einen vergrößerten Kühlergrill. Auch Frontscheinwerfer und Rückleuchten sowie die Heckschürze erhielten ein neues Design. Die Windgeräusche der Spiegel wurden durch Auffüllen der Lücken im Spiegeldreieck verringert.

## Technische Daten
In der Basisvariante verfügt der RSX über einen 2-Liter-4-Zylinder-Motor mit 119 kW (160 hp), erhältlich mit 5-Gang-Schaltgetriebe oder alternativ mit einer 5-Gang-Automatik. Die sportlichere Ausstattungsvariante des RSX, der Type-S, verfügt ebenfalls über einen 2,0-Liter-DOHC-16-V-Motor, der im Gegensatz zur leistungsschwächeren Variante anfangs 149 kW (200 hp), später 157 kW (210 hp) mobilisiert und nur mit einem 6-Gang-Schaltgetriebe erhältlich war.
|                | Basis                        | Type-S                       |
| -------------- | ---------------------------- | ---------------------------- |
| Motorbauart    | R4                           | R4                           |
| max. Leistung  | 119 kW (160 hp) bei 6500/min | 157 kW (210 hp) bei 7800/min |
| Höchstdrehzahl | 6800/min                     | 8100/min                     |
| Verdichtung    | 9,8 : 1                      | 11 : 1                       |